# Farran
Farran är en ort i republiken Irland. Den ligger i grevskapet County Cork och provinsen Munster, i den södra delen av landet. Farran ligger 94 meter över havet och antalet invånare är 335.
Terrängen runt Farran är platt. Trakten runt Farran består till största delen av jordbruksmark och en skog.